# Каран (деревня разъезда, Мелеузовский район)
Деревня разъезда Каран (баш. Ҡаран разъезы) — деревня в Мелеузовском районе Республики Башкортостан Российской Федерации. Входит в состав Мелеузовского сельсовета.

## География

### Географическое положение
Расстояние до:
- районного центра (Мелеуз): 3 км,
- центра сельсовета (Каран): 0,5 км,
- ближайшей ж/д станции (Мелеуз): 3 км.

## Население
| 2002 | 2009 | 2010 |
| ---- | ---- | ---- |
| 23   | ↗27  | ↗33  |